# Balduin Hoyoul
Balduin Hoyoul (* 1547 oder 1548 in Lüttich; † 26. November 1594 in Stuttgart) war ein franko-flämischer Komponist, Sänger und Kapellmeister der Renaissance.

## Leben und Wirken
Balduin Hoyoul war der Sohn des Lütticher Bürgers Marcus Hoyoul und trat im Jahr 1561 im Alter von etwa 13 Jahren als Diskant-Sänger in den Chor der Stuttgarter Hofkapelle ein. Als 1563 der Stimmbruch eingetreten war, konnte er noch ein Jahr als Altist und Komponist wirken, wurde dann aber für zwei Jahre als Schüler zu Orlando di Lasso nach München geschickt (1564/65). Lasso schreibt später in einem Brief an Kurfürst August von Sachsen: „Es ist auch bei dem Hertzoge zu Wirtenbergk ein Jung[er] Mann, der ist mei Discipel gewesen, ist im stiefft Lüttich daheim, hatt des Wirtenbergischen Capellmeisters tochter Zum Weybe, Und heisset mit nahmen Balduinus Hoyeux, ein Zimlicher Componist, und weill er jungk ist, kan er von tag zu tag besser werden“; dies als Empfehlung für die Nachfolge des sächsischen Hofkapellmeisters, an zweiter Stelle nach Jakob Regnart. Nach seinen Studien bei dem berühmten Meister kehrte Hoyoul wieder an die Hofkapelle Stuttgart zurück, wo er zuvor, am 11. August 1574, die Tochter des Kapellmeisters, Brigitta, geheiratet hatte, und setzte seine Tätigkeit als Altist und Komponist fort. In den Stuttgarter Chorbüchern stammt der früheste Eintrag eines Werks von ihm vom Jahr 1569. Einige Mitglieder der Kapelle bekamen von ihm Kompositionsunterricht, so 1579/80 der spätere Hofkapellmeister Hans Konrad Raab und 1585/86 Tobias Salomo († 1621).
Hoyoul machte im Jahr 1586 eine Reise nach Nürnberg, um bei der Herausgabe seiner Sacrae cantiones mitzuwirken. Seine Ende der 1580er Jahre ergangene Bewerbung um die bedeutende Stelle des sächsischen Hofkapellmeisters bei Kurfürst August hatte trotz der beschriebenen Empfehlung di Lassos keinen Erfolg, doch wurde ihm an seiner bisherigen Stelle in Stuttgart wachsende Anerkennung zuteil; hier wurde er nach dem Tod Ludwig Dasers 1589 zu dessen Nachfolger ernannt. Seine Ernennung hatte auch die Wirkung, dass an dieser Kapelle das Inventar an Instrumenten und Musikalien einen musikgeschichtlich bedeutsamen Zuwachs bekam (Inventarveröffentlichungen bei G. Bossert 1912 und H. Marquardt 1936). Am 10. Mai 1591 starb Hoyouls Frau Brigitta; am 23. Januar 1593 heiratete er die Witwe Barbara Jörgs. Im Jahr 1593 hat er den Regierungsantritt von Herzog Friedrich durch ein „sonder Te Deum laudamus“ gefeiert, welches jedoch als verschollen gilt. Er begleitete den Herzog mit der gesamten Kapelle im Juni 1594 zum Reichstag nach Regensburg. Wenige Monate später wurde er ein Opfer einer Pestepidemie. Sein Nachfolger in Stuttgart wurde Leonhard Lechner, ebenfalls ein Schüler von Orlando di Lasso. Die beiden Söhne Hoyouls, Ludwig Hoyoul (1575–1612) und Friedrich Hoyoul (um 1577–1652) wurden ebenfalls Musiker. Der letztere war zunächst als Violinist und Zinkenist am Hof in Heidelberg tätig, wirkte vielleicht später am dänischen Hof in Kopenhagen, wurde 1602 am württembergischen Hof angestellt und trat später in den Dienst der Kurpfalz.

## Bedeutung
Das Wirken von Balduin Hoyoul fällt in eine Zeit, in der sich in ganz Deutschland die Hofkapellen von einer mehr kirchlichen zu einer mehr höfischen und damit zu einem mehr international ausgerichteten Repertoire entwickelt habe, was sich auch an seinem Schaffen ablesen lässt. Er zeigt in seinen Motetten eine Vorliebe für einen klangvollen Satz in verschiedenen Stimmgruppen und für Kontraste zwischen imitatorischen und homophonen Abschnitten in der Nachfolge seines Lehrers Orlando di Lasso. Wie dieser setzte er die Methode der Parodie nicht nur für seine Messen, sondern auch für Magnificats ein. Er versteht sich auch ausgesprochen geschickt auf die Verfahren der musikalischen Textausdeutung, die sich in einem sinnfälligen Einsatz von Melismen, auf- und absteigender Melodiebewegung und der Reduktion eines Satzes zum Duo tiefer Stimmen zum Ausdruck der Selbstverkleinerung bei entsprechenden Texten ausdrückt. Er verwendet auch an vielen Stellen textbedingt einen aufsteigenden Fauxbourdon-Satz bei den Worten „iniquitatem“ (Ungleichheit, Schwierigkeit) oder „miserationum tuarum“ (Mitgefühl mit den Deinen), oder beispielsweise eine Imitation in Gegenbewegung bei den Worten „contra me est semper“ (gegen mich ist immer) in dem Stück „Peccavi super numerum“ (Ich habe ohne Zahl gesündigt); hierzu gehört auch die Darstellung einer eindringlichen Bitte durch eine neunmalige Wiederholung der gleichen Melodieformel bei dem Text „deprecationem nostram“ (unser Gebet) im Gloria der Messe „Rossignoles“. Der Komponist nimmt sich auch die Freiheit absichtlicher Verstöße gegen die Regeln der jeweiligen Kirchentonart, so irreguläre Kadenzen bei Textstellen wie „et malum coram te feci“ (und Böses habe ich vor dir getan), auch durch die mittels Imitation herbeigeführten tonartfremden Intervalltypen auf den Text „tentationis“ (des Versuchs, der Versuchung) in der Motette „Venite exultemus Domino“. Balduin Hoyoul erreichte unter den Lasso-Schülern vielleicht nicht die Genialität von Leonhard Lechner, nimmt aber unter diesen einen bedeutenden Platz ein (Andreas Traub / Bernhard Meier in der Quelle MGG).

## Werke
- „Sacrae cantiones“ zu fünf bis zehn Stimmen, Nürnberg 1587
- „Geistliche Lieder vnd Psalmen mit dreyen Stimmen“, Nürnberg 1589, Neuauflage im Handbuch der deutschen evangelischen Kirchenmusik, Göttingen 1935
- Missa super „Anchor che col partire“, unvollständig
- Missa super „Rossignoles“
- Magnificat-Zyklus über alle 8 Kirchentonarten
- 19 deutsche Kirchenlied-Motetten
- „Ab oriente“
- „Cum inicerent“
- „Dominus regit me“ von Ludwig Daser, Intabulierung von Hoyoul
- „Iam surrexit“
- „Non est in aliquo“
- „Noe exultemus“
- „Si confitearis“
- „Uns ist geborn ein kindelein“
- Konkordanzen zu den „Sacrae cantiones“, Nürnberg 1587